# Camilla Borsotti
Camilla Borsotti, née le 2 février 1988 à Lanzo Torinese, est une skieuse alpine italienne spécialiste des épreuves de vitesse (descente et super G). Son frère Giovanni est aussi un skieur alpin de haut niveau.

## Biographie
Camilla Borsotti commence sa carrière au niveau international lors de l'hiver 2004-2005 en Coupe d'Europe puis en Coupe du monde la saison suivante au slalom géant de Linz. En 2006, elle signe le premier résultat important de sa carrière en remportant une médaille aux Championnats du monde junior, l'argent lors du super G. En décembre 2007, elle termine septième d'un super combiné de Coupe du monde en Autriche, résultat qu'lle égalera en mars 2011 à Tarvisio. En 2014, elle comptait deux titres de championne d'Italie à son actif.
Elle termine sa carrière sportive en 2016.

## Palmarès

### Championnats du monde junior
- Québec 2006 :
  -  Médaille de bronze sur le super G.

### Coupe du monde
- Meilleur classement général : 72e en 2012.
- Meilleur résultat : 7e (à deux reprises).

#### Classements détaillés
| Année/Classement | Année/Classement | Général | Général | Descente | Descente | Super G | Super G | Slalom géant | Slalom géant | Slalom | Slalom | Combiné | Combiné |
| ---------------- | ---------------- | ------- | ------- | -------- | -------- | ------- | ------- | ------------ | ------------ | ------ | ------ | ------- | ------- |
| Année/Classement | Année/Classement | Class.  | Points  | Class.   | Points   | Class.  | Points  | Class.       | Points       | Class. | Points | Class.  | Points  |
| 2007             | 2007             | 125e    | 4       | -        | -        | -       | -       | -            | -            | -      | -      | 44e     | 4       |
| 2008             | 2008             | 78e     | 46      | -        | -        | -       | -       | -            | -            | -      | -      | 15e     | 46      |
| 2010             | 2010             | 125e    | 6       | -        | -        | -       | -       | -            | -            | -      | -      | 37e     | 6       |
| 2011             | 2011             | 94e     | 36      | -        | -        | -       | -       | -            | -            | -      | -      | 19e     | 36      |
| 2012             | 2012             | 72e     | 71      | 41e      | 17       | 42e     | 7       | -            | -            | -      | -      | 11e     | 47      |
| 2013             | 2013             | 76e     | 50      | 37e      | 22       | 44e     | 5       | -            | -            | -      | -      | 19e     | 23      |
| 2014             | 2014             | 102e    | 13      | -        | -        | -       | -       | -            | -            | -      | -      | 18e     | 13      |

### Coupe d'Europe
- Meilleur classement général : 7e en 2010.
- 2 victoires.

### Festival olympique de la jeunesse européenne
- Médaille d'or du super G en 2005.
- Médaille d'argent du slalom et du slalom géant en 2005.

### Championnats d'Italie
- Vainqueur du combiné en 2010 et du super combiné en 2014.